# إد هاميلتون
إد هاميلتون (بالإنجليزية: Ed Hamilton)‏ هو نحات أمريكي، ولد في 14 فبراير 1947 في سينسيناتي في الولايات المتحدة.